# Lykke Li
Лі Люкке Тімотей Закріссон (швед. Li Lykke Timotej Zachrisson; нар. 18 березня 1986, Істад, Сконе, Швеція), знаніша як Лю́кке Лі (англ. Lykke Li) — шведська співачка, автор пісень і модель. Випустила чотири студійних альбоми: Youth Novels (2008), Wounded Rhymes (2011), I Never Learn (2014) та So Sad So Sexy (2018).

## Біографія
Люкке Лі народилася в 1986 році в місті Істад (провінція Сконе, Швеція). Її мати Черсті Стієге була учасницею дівочої панк-групи Tant Strul, перш ніж стала фотографом. Батько Йоган грав на гітарі в шведському ансамблі Dag Vag. Батьки з малям переїхали до Стокгольма, а коли їй виповнилося шість років, вони поїхали в гори до Португалії, де прожили п'ять років. Сім'я проводила час також у Лісабоні і Марокко, а взимку — в Непалі та Індії. У віці 19 років Лі переїхала на три місяці в Бруклінський квартал Бушвік в Нью-Йорку.
Її мініальбом Little Bit, що вийшов 2007 року, здобув певний успіх. Про співачку написали в музичному блозі Stereogum, описавши її стиль як суміш соулу, електро і «поп-музики з цукрової пудри».
Дебютний студійний альбом Люкке Лі Youth Novels вийшов у Скандинавії на лейблі LL Recordings 30 січня 2008. ширший реліз в Європі відбувся в червні того ж року, а два місяці потому — в США. Платівку спродюсували Бйорн Іттлінг з групи Peter Bjorn and John і Лассе Мортен. Другий альбом співачки під назвою Wounded Rhymes вийшов 2011 року.

## Дискографія
- Youth Novels (2008)
- Wounded Rhymes (2011)
- I Never Learn (2014)
- So Sad So Sexy (2018)

## Фільмографія
| Рік  |    | Українська назва | Оригінальна назва                          | Роль      |
| ---- | -- | ---------------- | ------------------------------------------ | --------- |
| 2008 | кф |                  | Balladen om Marie Nord och hennes klienter | озвучення |
| 2014 | ф  | Томмі            | Tommy                                      | Бланка    |
| 2017 | ф  | Пісня за піснею  | Song to Song                               | Люкке     |